# Dương Việt
Dương Việt (tiếng Trung: 揚越; bính âm: yángyuè) là một bộ tộc của người Bách Việt, một trong những dân tộc cổ đại ở miền Nam Trung Quốc. Trong các sách lịch sử Trung Quốc, mô tả về Dương Việt xuất hiện sớm nhất vào thời Chiến Quốc. Lời giải thích đáng tin cậy là, đó là một bộ lạc của người Việt cổ đại, ban đầu sống ở tỉnh Dương (Dương Châu), một trong chín tỉnh cổ đại (Cửu Châu), vì vậy bộ lạc này được gọi là “Dương  Việt”, có nghĩa là người Việt tỉnh Dương.
Vào thời Chiến Quốc, sau khi Vương quốc Việt bị tiêu diệt, Dương Việt và Bách Việt ngày càng nổi hơn. Tỉnh Chiết Giang hiện đại là vùng lõi của Dương Việt xưa, các tỉnh Phúc Kiến và Quảng Đông, phía nam của Giang Tô và An Huy và phía đông của Giang Tây nằm trong lãnh thổ của nó. Sau đó, bộ tộc của người Việt lan rộng đến các vùng lân cận, Giang Tây, phía đông và phía bắc của Hồ Nam và phía đông của Hồ Bắc, nơi mà người Dương Việt sinh sống.
Nơi ở của Dương Việt chủ yếu là núi, đồi, lưu vực và thung lũng sông. Họ phân bố ở lưu vực sông Dương Tử, bao gồm các thung lũng sông Hán Thủy, Tương, Tư, Nguyên, Lễ và Cám, lưu vực hồ Động Đình và hồ Bà Dương. Người Dương Việt mưu sinh từ sản xuất nông nghiệp, họ sống định cư và chủ yếu trồng lúa.